# Půlročník
Půlročník je periodikum vycházející dvakrát ročně.
České půlročníky:
- Doma na Šumavě
- Fotograf
- Mediální studia
- Psychologie pro praxi
- Víno a styl
- Reflexe. Časopis pro filosofii a teologii
- Studia Philosophica